# Aktivierungsausbreitung

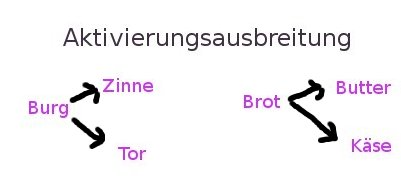
Aktivierungsausbreitung

Aktivierungsausbreitung (Spreading Activation) ist eine Methode zur Suche in assoziativen Netzwerken, biologischen und künstlichen neuronalen Netzwerken oder semantischen Netzwerken. Der Suchprozess wird initiiert, indem eine Gruppe von Ausgangsknoten (zum Beispiel Konzepte in einem semantischen Netzwerk) mit Gewichten oder „Aktivierung“ versehen wird und dann iterativ diese Aktivierung an andere mit den Ausgangsknoten verbundene Knoten weitergegeben oder „verbreitet“ wird. Diese „Gewichte“ sind in der Regel numerische Werte, die abnehmen, während sich die Aktivierung im Netzwerk verbreitet. Wenn die Gewichte diskret sind, wird dieser Prozess oft als Markerweitergabe (Marker Passing) bezeichnet. Die Aktivierung eines Knoten kann aus alternativen Pfaden stammen, die durch unterschiedliche Marker aktiviert worden sind, und endet, wenn zwei alternative Pfade denselben Knoten erreichen. 
Es gibt viele Anwendungen, beispielsweise bei künstlichen neuronalen Netzen, oder in semantischen Graphen oder in Modellen in der kognitiven-/Psycho-Linguistik. Das Modell von Collins und Loftus zur Aktivierungsausbreitung (Spreading Activation Network) findet in der Sprachpsychologie und beim Priming seine Anwendung und dient zur Veranschaulichung der Prozesse, die bei der Auswahl eines Wortes im Gehirn ablaufen. Dem Modell zugrunde liegt ein Mentales Lexikon, welches als neuronales Netzwerk aufgebaut ist. Demnach breitet sich die Aktivierung eines Wortes über die jeweils mitabgespeicherten Zusammenhänge mit anderen Worten aus.

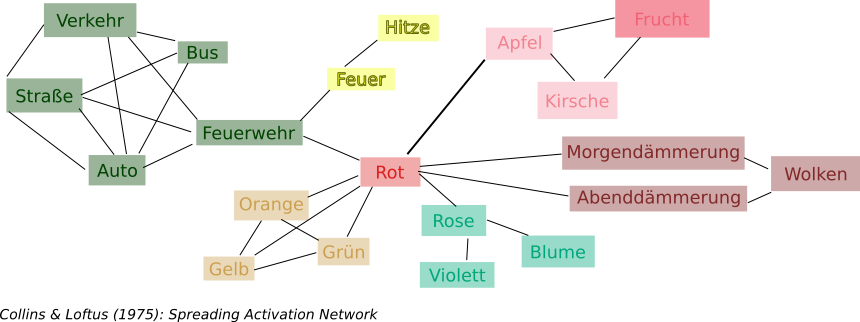
Aktivierungsausbreitung nach Collins und Loftus

Die einzelnen Knoten (rot, Hitze, Feuer usw.) des Netzwerkes bilden die Begriffe. Die (assoziativen) Zusammenhänge der einzelnen Begriffe werden durch Kanten (Linien) dargestellt. Nach Aktivierung eines Begriffes breitet sich die Auswahl weiterer Begriffe (Knoten) über die jeweils verfügbaren Assoziationen (Kanten) aus.
Die Ausbreitung erfolgt dabei gleichzeitig in alle verfügbaren Richtungen. Beim semantischen Priming ist zudem zu beobachten, dass bereits aktivierte Begriffe ab dem zweiten Zugriff schneller gefunden werden. Es handelt sich also um eine Art von mentalem Cache.